# Ossingen
Ossingen es una comuna suiza del cantón de Zúrich, situada en el distrito de Andelfingen. Limita al norte con las comunas de Trüllikon y Truttikon, al noreste con Waltalingen, al este con Neunforn (TG), al sur con Thalheim an der Thur y Adlikon, al suroeste con Andelfingen, y al oeste con Kleinandelfingen.

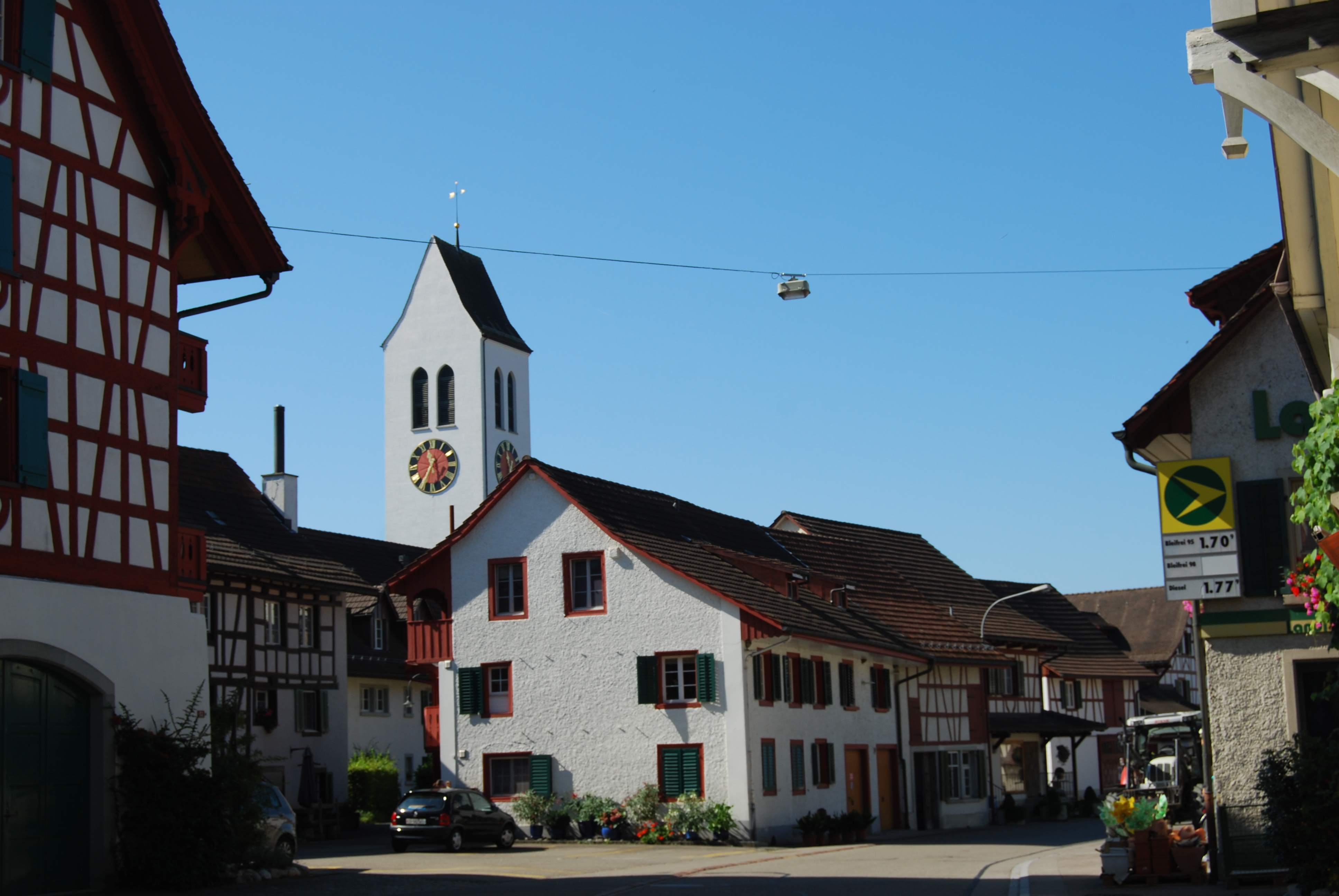
Ossingen

## Transportes
Ferrocarril
Existe una estación de ferrocarril en la que efectúan parada una línea de trenes de cercanías de la red S-Bahn Zúrich.